# Democracia Cristiana Universitaria
Democracia Cristiana Universitaria, también conocida por su acrónimo DCU, es un movimiento político democratacristiano presente en varias universidades de Chile. Es la rama universitaria de la Juventud Demócrata Cristiana de Chile (JDC), aunque conserva autonomía frente a ella.[cita requerida]

## Presencia por universidad

### Universidad de Chile
La DCU existe desde mediados del siglo XX en la Universidad de Chile, en paralelo a la existencia del Partido Demócrata Cristiano de Chile (PDC), creado en 1957, año en que Patricio Rojas, miembro de la JDC, ganó la elección de presidente de la Federación de Estudiantes de la Universidad de Chile (FECh).[cita requerida] La democracia cristiana había tenido antes cierta injerencia en la política universitaria, tanto como "Movimiento Nacional de la Juventud Conservadora", que logró llevar a la presidencia de la FECh a José Ignacio Palma Vicuña en 1934, y como Falange Nacional desde 1935. 
Con la llegada del democratacristiano Eduardo Frei Montalva a la presidencia de Chile, la importancia de la DCU en la universidad se refuerza, ganando la dirigencia de la FECh ininterrumpidamente entre 1963 y 1969. En 1968, bajo la presidencia de Jorge Navarrete, la FECh se tomó la Casa Central de la Universidad de Chile en demanda de reformas para la casa de estudios. El fenómeno se terminó con el advenimiento del gobierno de la Unidad Popular, que alzó la preferencia por el candidato de las Juventudes Comunistas Alejandro Rojas Wainer entre 1970 y 1973.
Tras el golpe de Estado de 1973, la FECh se disolvió, pasando a regir la oficialista FECECH. Cuando la FECh se reorganizó en 1984, nuevamente la DCU logró ganar varios años consecutivos la presidencia de la Federación, incluyendo a Germán Quintana, uno de los artífices del Paro de Federici. El retorno a la democracia inclinó nuevamente la balanza a favor de la izquierda, que ha tenido la hegemonía de la FECh desde inicios de la década de 1990.

### Pontificia Universidad Católica de Chile
Al igual que en la Universidad de Chile, la DCU cobró mayor relevancia en la Universidad Católica durante el gobierno de Frei Montalva, dominando la presidencia de la Federación de Estudiantes de la Universidad Católica de Chile (FEUC) entre 1963 y 1967, y logrando gran influencia para la reforma que se realizó en dicha casa de estudios durante el período de Miguel Ángel Solar, que a pesar de sentirse representado por los principios de la DCU era miembro del "Movimiento 11 de agosto". El gobierno de Salvador Allende, sin embargo, logró el fenómeno inverso al ocurrido en la Universidad de Chile, ya que a partir de 1970 el Movimiento Gremial de la Universidad Católica de Chile (MG UC), movimiento estudiantil de derecha creado por Jaime Guzmán, logró la hegemonía en la FEUC.
Durante la segunda mitad de la década de 1980, la oposición universitaria a Pinochet logró rearticularse, la cual fue liderada por las juventudes de los partidos de la Concertación, particularmente por la DCU que tuvo la presidencia de la FEUC entre 1985 y 1992, siendo sus últimos presidentes Patricio Zapata (1988), Claudio Orrego (1990), Clemente Pérez (1991) y Alberto Undurraga (1992).